# Droga krajowa nr 14 (Polska)
Droga krajowa nr 14 – droga krajowa klasy S oraz GP przebiegająca z Łowicza do Pabianic. Jej trasa wiedzie w całości przez województwo łódzkie i głównie w kierunku południowo-zachodnim. Fragment drogi stanowi jedną z ważniejszych tras przelotowych w Łodzi. Głównym zadaniem drogi nr 14 jest połączenie miast aglomeracji łódzkiej i przyłączenie ich do dróg w kierunku Warszawy (A2), Poznania (A2), Gdańska (A1) i Wrocławia (S8).
W 2010 roku odcinek Łowicz — Stryków otrzymał dodatkowo oznakowanie drogi krajowej nr 2 i trasy europejskiej E30, które zostało zdjęte w czerwcu 2012, po oddaniu do użytku całego odcinka autostrady A2 Łódź Północ (Stryków) — Konotopa (Warszawa).
26 lipca 2010 rozpoczęto budowę obwodnicy Pabianic w ciągu drogi krajowej nr 14 o całkowitej długości 15,2 km. W ramach budowy został zbudowany odcinek drogi ekspresowej S14 o długości 9,6 km oraz łącznik od węzła Pabianicka na drodze ekspresowej S14 do starej trasy drogi krajowej 14 o długości 5,6 km, który w dokumentacji budowy jest określany jako "łącznik w korytarzu drogi krajowej nr 14 BIS".
19 maja 2012 otwarto łącznik między ul. Pabianicką w Łodzi (przy CH Port Łódź) i drogą ekspresową S14 (węzeł Łódź Lublinek) oraz odcinek S14 między węzłem Łódź Lublinek i lokalną drogą w miejscowości Szynkielew III.
13 lipca 2012 oddano do użytku pozostały odcinek obwodnicy Pabianic - S14 na odcinku Szynkielew III — węzeł Dobroń. W budowie jest odcinek między węzłem Dobroń a węzłem Róża (droga ekspresowa S8).
Od 2008 roku do 6 września 2012 droga krajowa nr 14 na wysokości Strykowa biegła dwoma śladami. W 2008 roku ze względu na dużą liczbę samochodów ciężarowych, które musiały przejechać przez Stryków, by dojechać od autostrady A2 (kończącej się wówczas węzłem z drogą nr 14) do drogi krajowej nr 2 w Łowiczu, zdecydowano się na dobudowę odcinka A2 do węzła Łódź Północ (wówczas nazywanego Stryków I), jednej z łącznic węzła oraz jednej jezdni A1 między węzłem Łódź Północ a drogą nr 14. Odcinek ten, kończący się tymczasowym węzłem z ruchem sterowanym sygnalizacją świetlną, oznakowano również jako droga nr 14. 6 września 2012, ze względu na dopuszczenie ruchu samochodów ciężarowych na autostradzie A2, węzeł ten został zamknięty, aby umożliwić przeprowadzenie robót związanych z budową autostrady A1 na odcinku Stryków-Kowal.
Od momentu otwarcia odcinka Stryków — Kowal autostrady A1 (13 listopada 2012), na odcinku od ronda w Sosnowcu koło Strykowa (zjazd z autostrady A2) do skrzyżowania z ul. Inflancką w Łodzi, śladem drogi krajowej nr 14 biegła również droga krajowa nr 1 oraz międzynarodowa trasa E75. W momencie otwarcia odcinka autostrady A1 Łódź Północ – Tuszyn dokonano zmiany przebiegu trasy nr 1 i E75.
W 2014 r. odcinek DK nr 14 na odcinku Łódź - Ksawerów - Pabianice - Dobroń – Walichnowy stracił swoją numerację, ze względu na ostatni otwarty (29 listopada) odcinek S8 między tymi miejscowościami. Tym samym całkowita długość drogi zmniejszyła się ze 165 km do 83,2 km.. Obecnie ten odcinek jest częścią drogi wojewódzkiej nr 482.
W ramach Programu budowy 100 obwodnic na lata 2020-2030 planowana jest budowa zewnętrznej obwodnicy Łowicza w ciągu dróg nr 14, 70 i 92, mającej wyprowadzić ruch tranzytowy poza miasto. Początek prac planowany jest na 2026 rok.
Od kwietnia 2024 roku, na mocy Zarządzenia nr 6 Generalnego Dyrektora Dróg Krajowych i Autostrad z dnia 3 kwietnia 2024 r., droga nr 14 ma wspólny przebieg z autostradą A2 między węzłami Stryków i Emilia. Równocześnie na mocy Zarządzenia nr 8 GDDKiA z dnia 17 kwietnia 2024 r. odcinek trasy od Strykowa przez Łódź do węzła Łódź Lublinek, choć nadal obowiązujący, nie jest już traktowany jako zasadniczy.

## Historia numeracji
Na przestrzeni lat arteria posiadała różne oznaczenia i kategorie:

| Numer | Numer | Kategoria                                                                      | Przebieg                                     | Lata obowiązywania                                   | Źródło | Uwagi |
| ----- | ----- | ------------------------------------------------------------------------------ | -------------------------------------------- | ---------------------------------------------------- | --- | --- |
| 18    | E12   | • droga państwowa / droga międzynarodowa: do 1985 • droga krajowa: od 1 X 1985 | Pabianice – Łódź – Stryków – Głowno – Łowicz | • krajowy: 1952 (?)–1986 • międzynarodowy: 1962–1985 | - Mapa samochodowa Polski 1:1 000 , Warszawa: Państwowe Przedsiębiorstwo Wydawnictw Kartograficznych, 1962. Brak numerów stron w książce - Atlas samochodowy Polski 1:500 000. Wyd. IV. Warszawa: Państwowe Przedsiębiorstwo Wydawnictw Kartograficznych, 1965, s. 76, 78, 99-100. - Samochodowy atlas Polski 1:500 000. Wyd. V. Warszawa: Państwowe Przedsiębiorstwo Wydawnictw Kartograficznych, 1979, s. 76-77, 100-101. ISBN 83-7000-017-7. - Samochodowy atlas Polski 1:500 000. Wyd. IX. Warszawa: Państwowe Przedsiębiorstwo Wydawnictw Kartograficznych, 1985, s. 76-77, 100-101. | 1. od lat 60. na oznakowanie nanoszono jedynie numer międzynarodowy 2. brak danych kiedy droga otrzymała numer 18  |
| 14    | 14    | droga krajowa                                                                  | Dobroń – Pabianice – Ksawerów – Łódź         | 14 II 1986–2012                                      | - Uchwała nr 192 Rady Ministrów z dnia 2 grudnia 1985 r. w sprawie zaliczenia dróg do kategorii dróg krajowych (M.P. z 1986 r. nr 3, poz. 16) - Mapa samochodowa Polski 1:700 000, wyd. 1, Szczecin: Wydawnictwo Kartograficzne KOMPAS, 1996–1997, ISBN 83-904373-2-5. Brak numerów stron w książce - Mapa samochodowa Polski 1:700 000, wyd. II zmienione i poprawione, Szczecin: Wydawnictwo Kartograficzne KOMPAS, 1997–1998, ISBN 83-904373-3-3. Brak numerów stron w książce | zmiana przebiegu związana z otwarciem drogi S14, obecnie odcinek ten posiada oznakowanie drogi wojewódzkiej nr 482 |
| 71    | 71    | droga krajowa                                                                  | Łódź – Stryków – Głowno – Łowicz             | 14 II 1986–2000                                      | - Uchwała nr 192 Rady Ministrów z dnia 2 grudnia 1985 r. w sprawie zaliczenia dróg do kategorii dróg krajowych (M.P. z 1986 r. nr 3, poz. 16) - Mapa samochodowa Polski 1:700 000, wyd. 1, Szczecin: Wydawnictwo Kartograficzne KOMPAS, 1996–1997, ISBN 83-904373-2-5. Brak numerów stron w książce - Mapa samochodowa Polski 1:700 000, wyd. II zmienione i poprawione, Szczecin: Wydawnictwo Kartograficzne KOMPAS, 1997–1998, ISBN 83-904373-3-3. Brak numerów stron w książce | |
| 14    | 14    | droga krajowa                                                                  | Łowicz – Stryków – Łódź                      | od 2000                                              | Zarządzenie nr 6 Generalnego Dyrektora Dróg Publicznych z dnia 9 maja 2000 r. w sprawie nowych numerów dróg krajowych, [w:] Rzeczpospolita [online], 4 lipca 2000. | |

## Droga ekspresowa S14
Odcinek Łódź-Lublinek - Róża o długości 13,7 km ma parametry drogi ekspresowej i oznaczony jest jako S14.

## Ograniczenia w ruchu
Droga przebiega pod wiaduktem linii kolejowej Bednary – Łódź Kaliska. Dozwolony jest przejazd pojazdów o wysokości nieprzekraczającej 3,7 m. Bezpośrednio pod wiaduktem jezdnia zwężona jest do szerokości jednego pasa ruchu co wymusza stosowanie znaków regulujących pierwszeństwo przejazdu – pierwszeństwo mają jadący od Strykowa w kierunku Łowicza.

### Dopuszczalny nacisk na oś
Od 13 marca 2021 roku na drodze dozwolony jest ruch pojazdów o nacisku pojedynczej osi napędowej do 11,5 tony.

#### Do 13 marca 2021 r.
Wcześniej na drodze krajowej nr 14 dopuszczalny był ruch pojazdów o nacisku pojedynczej osi do 10 ton na odcinkach:
- Łowicz – Stryków (węzeł „Stryków” z autostradą A2)
- Łódź – Pabianice[14].

## Ważniejsze miejscowości leżące na trasie 14

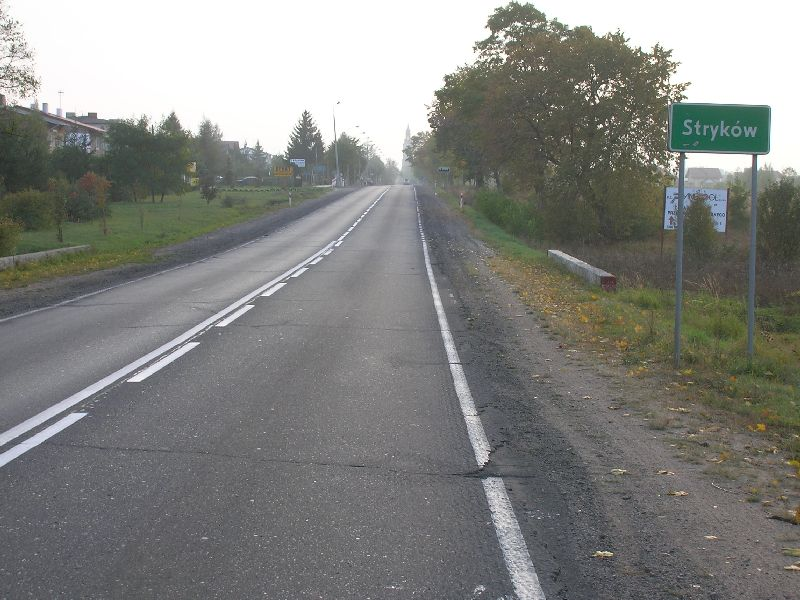
Wjazd do Strykowa od strony Łowicza

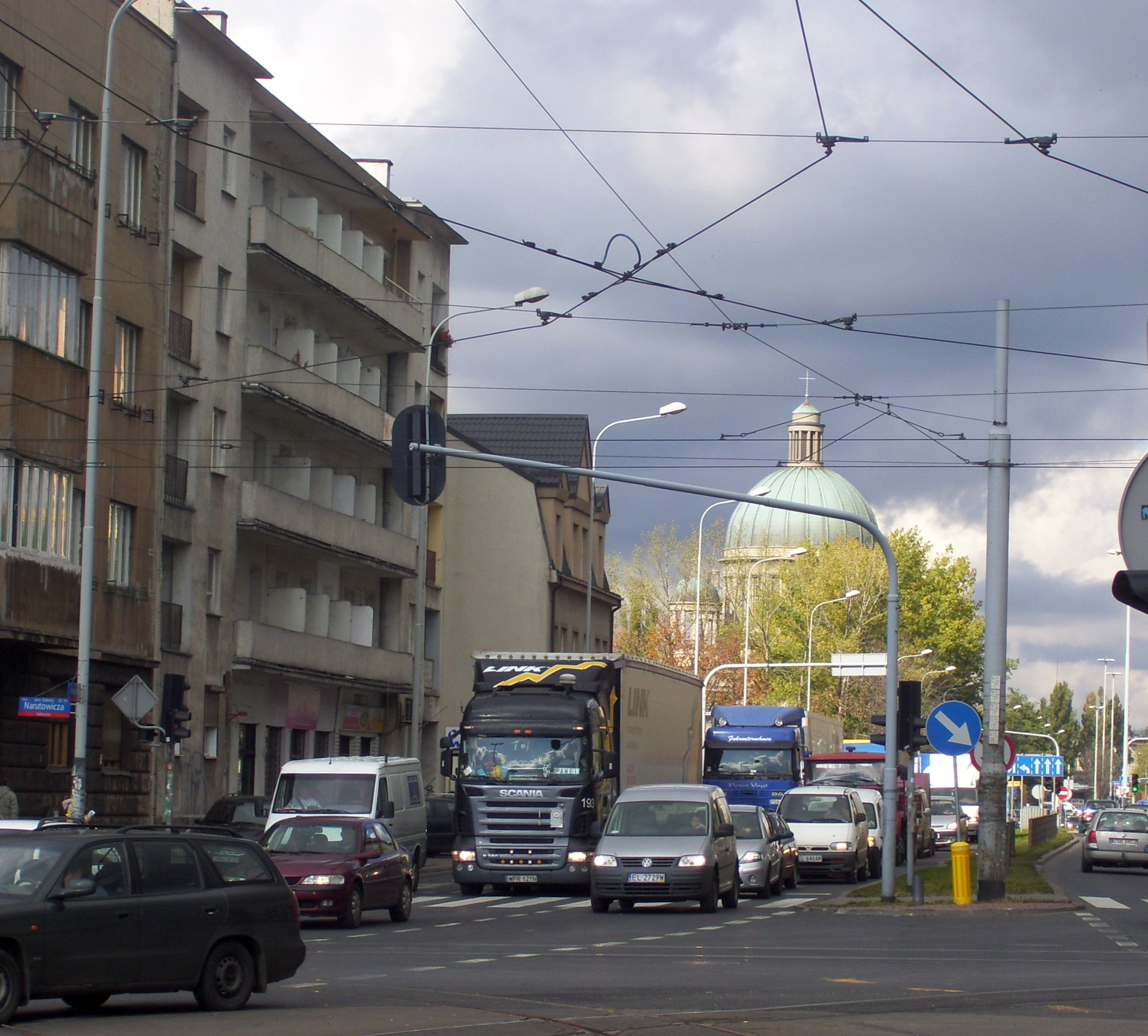
Droga krajowa nr 14 w Łodzi – zakorkowana ulica Kopcińskiego na skrzyżowaniu z ulicą Narutowicza

- Łowicz (droga krajowa nr 70, 92) – obwodnica, planowana zewnętrzna[8]
- Domaniewice
- Głowno
- Bratoszewice
- Stryków (droga krajowa nr 71, A2)
- Emilia (A2, 91)
- Łódź (droga krajowa nr 72)
- Pabianice (obwodnica, droga przechodzi w S14)